# Квіткоїд цейлонський
Квіткоїд цейлонський (Dicaeum vincens) — вид горобцеподібних птахів родини квіткоїдових (Dicaeidae).

## Поширення
Ендемік Шрі-Ланки. Його ареал обмежений вологою зоною на південному заході острова, з кількома записами з проміжної зони.

## Опис
Це дуже маленький, але кремезний птах. Він має довжину близько 10 см, короткий хвіст і короткий, товстий, загнутий донизу дзьоб, а також трубчастий язик. Ця остання характеристика показує важливість нектару у вашому раціоні.
Самець має блакитно-чорне оперення на верхній частині, біле горло і верхню частину грудей, жовту нижню частину. Самиця менш яскрава, її верхні частини оливково-коричневого кольору, а жовтий нижній колір — менш інтенсивний.